# NGC 1554
NGC 1554 (другие обозначения — LBN 817, CED 32A) — туманность в созвездии Телец.
Этот объект входит в число перечисленных в оригинальной редакции «Нового общего каталога».
NGC 1554 и NGC 1555 связаны с молодой переменной звездой T Тельца. Обе туманности были очень известны в XIX веке, так как они являлись единственными туманностями, известными на тот момент, которые могли изменять свою яркость. Они, скорее всего, являются отражательными туманностями. NGC 1554 очень мала и слаба, её не видно ни на фотографиях Паломарского обзора неба, ни на других фотографиях.